# Кампулунг ла Тиса (Марамуреш)
Кампулунг ла Тиса (рум. Câmpulung la Tisa) насеље је у Румунији у округу Марамуреш у општини Кампулунг ла Тиса. Oпштина се налази на надморској висини од 244 m.

## Становништво
Према подацима из 2002. године у насељу је живело 2484 становника.

### Попис2002.
| Расподела становништва по националности 2002.‍ | Расподела становништва по националности 2002.‍ | Расподела становништва по националности 2002.‍ | Расподела становништва по националности 2002.‍ | Расподела становништва по националности 2002.‍ |
| --------------------------------------------- | --------------------------------------------- | --------------------------------------------- | --------------------------------------------- | --------------------------------------------- |
|                                               |                                               |                                               |                                               |                                               |
| Румуни                                        | Румуни                                        |                                               | 425                                           | 17,1%                                         |
| Мађари                                        | Мађари                                        |                                               | 1.964                                         | 79,2%                                         |
| Роми                                          | Роми                                          |                                               | 67                                            | 2,7%                                          |
| Украјинци                                     | Украјинци                                     |                                               | 23                                            | 0,9%                                          |